# Aldona Gustas
Pour les articles homonymes, voir Gustas.
Aldona Gustas (née le 2 mars 1932 à Karceviškiai en République de Lituanie et morte le 8 décembre 2022 à Berlin) est une artiste peintre, poète et illustratrice allemande. 
Elle a vécu à Berlin jusqu'au début des années 1940. Son père est déporté en Sibérie pendant la guerre. Entre 1962 et 1980, elle publie onze livres de poésie et contribue à de nombreuses anthologies. Le thème principal de sa poésie est l'amour. Elle a reçu la médaille Rahel Varnhagen en 1997, et en 1999 a été faite Chevalier de l'ordre du Mérite de la République fédérale d'Allemagne.

## Publications
- Nachtstrassen (Stierstadt : Eremiten, 1962)
- Grasdeuter (Hanovre : Fischersträss'ner Presschen, 1963)
- Mikronautenzüge (Hambourg : Montage, 1964)
- Blaue Sträucher (Brême : Verlag schöngeist-bel esprit, 1967)
- Notizen (Berlin : Edition der Galerie am Abend, 1967)
- Liebedichtexte (Berlin : Berliner Handpresse, 1968)
- Worterotik (Berlin : Fietkau, 1971)
- Frankierter Morgenhimmel (Düsseldorf : Eremiten, 1975)
- Puppenruhe (Düsseldorf : Eremiten, 1977)
- Eine Welle, eine Muschel oder Venus persönlich (Düsseldorf : Eremiten, 1979)
- Luftkäfige : Eine litauische Kindheit (Berlin : Mariannenpresse, 1980)